# Hay que casar a Paulina
 Hay que casar a Paulina  es una película en blanco y negro de Argentina dirigida por Manuel Romero sobre su propio guion sobre la obra de George Evans que se estrenó el 31 de marzo de 1944 y que tuvo como protagonistas a Paulina Singerman y Francisco Álvarez.

## Sinopsis
Una muchacha rica y arrogante que cae repentinamente en la pobreza y un joven noblr y trabajador que primero es despreciado y luego es amado.

## Reparto
- Paulina Singerman ... Paulina  del Moral
- Francisco Álvarez ... Juan Vargas
- Rafael Frontaura ... Emilio del Moral
- Emilio De Grey ... Ing. Roberto Duval
- Edna Norrell ... Alicia
- J. García Garabá ... Aguirre
- Ernesto Raquén  ... Jorge Zaldívar
- Joaquín Petrosino ... Ledesma
- Patricia Castell

## Comentarios
El Heraldo del Cinematografista dijo a propósito de este filme:

”No corresponde la técnica directiva y la adaptación del libro de esta película a la evolución del cine argentino.

 y Calki opinó:

”(Romero) siempre disparando a quemarropa situaciones, diálogos y soluciones. A un lado, sin el menor uso, la sutileza. Nada más que la búsqueda del efecto directo, popular.